# داوری همتا

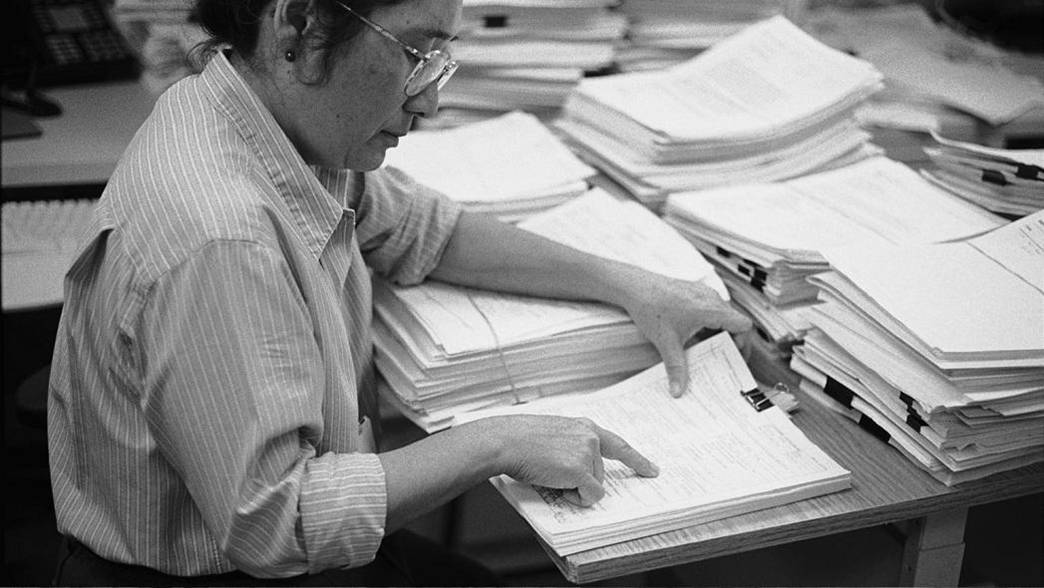
یک داور همتا در مؤسسه ملی بهداشت آمریکا مقالهٔ پیشنهادی برای گرنت را ارزیابی می‌کند.

داوری همتا یا بازنگری بادقت یا داوری دقیق (به انگلیسی: Peer review) به روند بازنگری همه‌جانبهٔ مقاله‌های علمی توسط کارشناسان همان رشته گفته می‌شود. کارشناسان آن رشته، پژوهش‌های دریافت شده را بررسی و یافته‌های آن را بررسی می‌نمایند و به پرسش‌های ویژه‌ای که دیگر صاحب‌نظران، مانند مسئولان مجله (معمولاً سردبیران) و خوانندگان کارشناس مطرح می‌کنند پاسخ می‌دهند. سپس داوران همتا، نکته‌های مفیدی در مورد میزان اهمیت، نوآوری، شیوه ارائه نتایج و اعتبار آنها، رعایت اصول اخلاقی، و دیگر ویژگی‌های مقاله‌هایی که داوری می‌کنند مطرح می‌کنند.

## تعریف
تا دهه ۱۹۹۰ (میلادی) بحث داوری همتا مورد مطالعه جدی قرار نگرفته بود. اگرچه اصطلاح داوری واقعاً برای همه دانشمندان و متخصصان رشته‌ها و موضوعات گوناگون آشنا است، اما به‌ندرت تعریف شده و برای پوشش عملکردهای گوناگون گروه‌های گوناگون استفاده می‌شود. این اصطلاح بیشتر برای توصیف یک سیستم رسمی مورد استفاده قرار می‌گیرد که یک اثر دانشگاهی توسط افرادی به دقت بررسی می‌شود که در تولید آن نقشی نداشته‌اند اما دربارهٔ آن موضوع آگاه هستند. همچنین داوری در مفهومی دیگر برای توصیف فرایند ارزیابی حرفه‌ای توصیف می‌شود که برای ارزیابی عملکرد یک فرد، گروه، یا بخش، استفاده شده‌است.

## روند
فرد یا افرادی که به عنوان داور همتراز انتخاب می‌شوند باید تا جای ممکن در زمینه علمی مربوط، توانا و مجرب باشند و فاقد هرگونه تعارض منافع شناخته شده در زمینه مقاله مورد داوری باشند. در داوری همتا، داور باید به نقاط قوت و ضعف مقاله توجه کند و در صورت امکان، راهکارهایی را برای رفع اشکالات موجود توصیه نماید. داوران همتا، انتظار دارند که مقاله ارائه شده، مهم، دست اول، و غیرتکراری بوده و به خوانندگانی که مجله را می‌خوانند مربوط و در عمل کاربردی باشد؛ همچنین راستگویی نویسنده، ساده و واضح نوشته شدن مقاله و جلب توجه خواننده نیز از موارد مورد انتظار از مقاله‌است. داوری همتا، هم شامل داوری گروه داوران مجله‌های معتبر علمی (داوری درونی) و هم شامل داوری جامعه کارشناسان آن علم (داوری بیرونی) است. داوران و نویسندگان پژوهش باید از برقراری ارتباط با یکدیگر (در رابطه با داوری) در طول فرایند داوری، بدون کسب اجازه از سردبیر مجله، خودداری کنند. مجله‌های معتبرتر، از داوران نمی‌خواهند که در مورد مقاله اظهار نظر کنند بلکه تنها سؤال می‌کنند که این مقاله را منتشر بکنند یا خیر.
ژورنال‌های علمی بر پایه فرایند گزینش به دو گروه تقسیم می‌شوند. بیشتر آن‌ها شیوه از بالا به پایین استفاده می‌کنند. این ژورنال‌های علمی بسیار بیشتر از توانایی خود، مقاله دریافت می‌کنند. آن‌ها از داوران برای گزینش شمار کمی مقاله که بهترین‌ها هستند بهره می‌گیرند. نشر الکترونیک، که ناشران را از هزینه‌های توزیع و محدودیت‌های کاغذ و جوهر در نشر سنتی، رها کرده‌است، خود روشی جایگزین در داوری را به‌وجود آورده‌است. برخی مجله‌های الکترونیک، درحالی‌که همچنان داوری شده هستند سیاست ویژه‌ای را در نشر دنبال می‌کنند. فلسفه آن‌ها پذیرش هر چیزی است که با کمترین استانداردهای آن‌ها هم‌خوانی داشته‌باشد. به سخنی دیگر آن‌ها از شیوه پایین به بالا استفاده می‌کنند.

## اشکالات
داوری همتا روندی وقتگیر، پرهزینه، و مستعد به اشتباه است و ممکن است راه را برای سوءاستفاده باز کند. برای اینکه حدود معقولی از استناد پذیری وجود داشته باشد دستکم شش داور هم‌نظر مورد نیاز هستند.

## گونه‌ها
به‌صورت کلی سه دسته داوری همتا یا بازنگری دقیق وجود دارد که عبارتند از:
- Single blind
- Double blind
- Open review